# Lijst van voetbalinterlands Armenië - Cyprus
Deze lijst van voetbalinterlands is een overzicht van alle officiële voetbalwedstrijden tussen de nationale teams van Armenië en Cyprus. De landen speelden tot op heden zeven keer tegen elkaar. Het eerste duel, een kwalificatiewedstrijd voor het Europees kampioenschap voetbal 1996, werd gespeeld op 8 oktober 1994 in Jerevan. De laatste ontmoeting tussen beide teams, een vriendschappelijke wedstrijd, vond plaats in de Armeense hoofdstad op 28 maart 2023.

## Wedstrijden
| № | Plaats  | DAtum            | Competitie           | Wedstrijd        | Uitslag |
| - | ------- | ---------------- | -------------------- | ---------------- | ------- |
| 1 | Jerevan | 8 oktober 1994   | EK 1996 kwalificatie | Armenië – Cyprus | 0 – 0   |
| 2 | Limasol | 16 november 1994 | EK 1996 kwalificatie | Cyprus – Armenië | 2 – 0   |
| 3 | Nicosia | 4 februari 2000  | Vriendschappelijk    | Cyprus − Armenië | 3 − 2   |
| 4 | Limasol | 1 maart 2006     | Vriendschappelijk    | Cyprus − Armenië | 2 − 0   |
| 5 | Achna   | 8 september 2007 | Vriendschappelijk    | Cyprus − Armenië | 3 − 1   |
| 6 | Jerevan | 13 november 2017 | Vriendschappelijk    | Armenië – Cyprus | 3 − 2   |
| 7 | Jerevan | 28 maart 2023    | Vriendschappelijk    | Armenië − Cyprus | 2 − 2   |

## Samenvatting
| Competitie        | Totaal gespeeld | Winst Armenië | Gelijk | Winst Cyprus | Doelsaldo Armenië – Cyprus |
| ----------------- | --------------- | ------------- | ------ | ------------ | -------------------------- |
| EK-kwalificatie   | 2               | 0             | 1      | 1            | 0 − 2                      |
| Vriendschappelijk | 5               | 1             | 1      | 3            | 8 − 12                     |
| Totaal            | 7               | 1             | 2      | 4            | 8 − 14                     |

Wedstrijden bepaald door strafschoppen worden, in lijn met de FIFA, als een gelijkspel gerekend.